# ジョーダン・ロウラー
ジョーダン・ジェフリー＝ジョゼフ・ロウラー（Jordan Jeffrey-Joseph Lawlar, 2002年7月17日 - ）は、アメリカ合衆国テキサス州キャロルトン出身のプロ野球選手（遊撃手）。右投右打。MLBのアリゾナ・ダイヤモンドバックス所属。

## 経歴

### ダイヤモンドバックス時代
2021年のMLBドラフト1巡目（全体6位）でアリゾナ・ダイヤモンドバックスから指名され、7月31日に契約を結んだ（契約金は約670万ドル）。なお、契約しない場合はヴァンダービルト大学へ進学の予定であった。契約後、傘下のルーキー級アリゾナ・コンプレックスリーグ・ダイヤモンドバックスでプロデビュー。2試合に出場して打率.400、1打点、1盗塁を記録した。
2022年はルーキー級アリゾナ・コンプレックスリーグ・ダイヤモンドバックス、A級バイセイリア・ローハイド、A+級ヒルズボロ・ホップス、AA級アマリロ・ソッドプードルズでプレーし、4球団合計で100試合に出場して打率.303、16本塁打、62打点、39盗塁を記録した。
2023年、マイナーではAA級アマリロとAAA級リノ・エーシズでプレーし、2球団合計で105試合に出場して打率.278、20本塁打、67打点、36盗塁を記録した。また、6月26日にはオールスター・フューチャーズゲームに選出された。9月6日、翌9月7日付でメジャー契約を結んでアクティブ・ロースター入りすることが報じられ、当日のシカゴ・カブス戦にて「8番・遊撃手」で先発出場してメジャーデビューを果たした（打席結果は4打数1安打）。同年は最終的にメジャーで14試合に出場して打率.129、4安打、1盗塁を記録した。また、ポストシーズンのロースター入りを果たし、ワールドシリーズまでに各シリーズ1試合ずつの計3試合に出場した(チームはワールドシリーズでテキサス・レンジャーズに1勝4敗で敗れて、惜しくも敗退)。
2024年は故障に泣き、シーズン中にメジャー昇格する機会は一度も無かった。レギュラーシーズン終了後の10月1日にルール・ファイブ・ドラフトでの流出を防ぐ為に40人枠入りした。なお、同年のオフにはドミニカのウィンターリーグに初めて参加し、ティグレス・デル・リセイに所属した。
2025年の開幕はAAA級リノで迎えたが、5月12日にメジャー復帰を果たすことが報じられ、同日にホセ・カスティーヨおよびギャレット・ハンプソンと入れ替わって、同じく同日にメジャー昇格を果たしたケンドール・グレーブマンと共に2年ぶりにメジャーに復帰した。しかし、昇格後8試合の出場で19打数無安打、3四球の成績で同月29日にイルデマロ・バルガスを昇格させることに伴って、オプションでAAA級リノに降格となった。

## 選手としての特徴
俊足好打が売り物であり、将来はカルロス・コレアのようなスター遊撃手への成長を期待されている。失策の多い遊撃守備が課題に挙げられる。

## 詳細情報

### 年度別打撃成績
| 年 度    | 球 団    | 試 合 | 打 席 | 打 数 | 得 点 | 安 打 | 二 塁 打 | 三 塁 打 | 本 塁 打 | 塁 打 | 打 点 | 盗 塁 | 盗 塁 死 | 犠 打 | 犠 飛 | 四 球 | 敬 遠 | 死 球 | 三 振 | 併 殺 打 | 打 率 | 出 塁 率 | 長 打 率 | O P S |
| -------- | -------- | ----- | ----- | ----- | ----- | ----- | -------- | -------- | -------- | ----- | ----- | ----- | -------- | ----- | ----- | ----- | ----- | ----- | ----- | -------- | ----- | -------- | -------- | ----- |
| 2023     | ARI      | 14    | 34    | 31    | 2     | 4     | 0        | 0        | 0        | 4     | 0     | 1     | 1        | 0     | 0     | 2     | 0     | 1     | 11    | 0        | .129  | .206     | .129     | .335  |
| MLB：1年 | MLB：1年 | 14    | 34    | 31    | 2     | 4     | 0        | 0        | 0        | 4     | 0     | 1     | 1        | 0     | 0     | 2     | 0     | 1     | 11    | 0        | .129  | .206     | .129     | .335  |

- 2023年度シーズン終了時

### ポストシーズン打撃成績
| 年 度     | 球 団     | シ リ ｜ ズ | 試 合 | 打 席 | 打 数 | 得 点 | 安 打 | 二 塁 打 | 三 塁 打 | 本 塁 打 | 塁 打 | 打 点 | 盗 塁 | 盗 塁 死 | 犠 打 | 犠 飛 | 四 球 | 敬 遠 | 死 球 | 三 振 | 併 殺 打 | 打 率 | 出 塁 率 | 長 打 率 |
| --------- | --------- | ----------- | ----- | ----- | ----- | ----- | ----- | -------- | -------- | -------- | ----- | ----- | ----- | -------- | ----- | ----- | ----- | ----- | ----- | ----- | -------- | ----- | -------- | -------- |
| 2023      | ARI       | NLDS        | 1     | 0     | 0     | 0     | 0     | 0        | 0        | 0        | 0     | 0     | 0     | 0        | 0     | 0     | 0     | 0     | 0     | 0     | 0        | .000  | .000     | .000     |
| 2023      | ARI       | NLCS        | 1     | 1     | 1     | 0     | 0     | 0        | 0        | 0        | 0     | 0     | 0     | 0        | 0     | 0     | 0     | 0     | 0     | 0     | 0        | .000  | .000     | .000     |
| 2023      | ARI       | WS          | 1     | 1     | 0     | 1     | 0     | 0        | 0        | 0        | 0     | 0     | 0     | 0        | 0     | 0     | 1     | 0     | 0     | 0     | 0        | .000  | 1.000    | .000     |
| 出場：1回 | 出場：1回 | 出場：1回   | 3     | 2     | 1     | 1     | 0     | 0        | 0        | 0        | 0     | 0     | 0     | 0        | 0     | 0     | 1     | 0     | 0     | 0     | 0        | .000  | .500     | .000     |

- 2024年度シーズン終了時

### 年度別守備成績
| 年 度 | 球 団 | 遊撃（SS） | 遊撃（SS） | 遊撃（SS） | 遊撃（SS） | 遊撃（SS） | 遊撃（SS） |
| 年 度 | 球 団 | 試 合      | 刺 殺      | 補 殺      | 失 策      | 併 殺      | 守 備 率   |
| ----- | ----- | ---------- | ---------- | ---------- | ---------- | ---------- | ---------- |
| 2023  | ARI   | 13         | 15         | 27         | 1          | 6          | .977       |
| 通算  | 通算  | 13         | 15         | 27         | 1          | 6          | .977       |

- 2023年度シーズン終了時

### 記録
- オールスター・フューチャーズゲーム選出：1回（2023年）

### 背番号
- 10（2023年 - ）